# ام‌وی تولپار
ام‌وی تولپار (به انگلیسی: MV Tulpar) یک کشتی است که طول آن 94.08 metres LOA می‌باشد. این کشتی در سال ۲۰۰۲ ساخته شد.